# بيركلورات المغنيسيوم
 فوق كلورات المغنيسيوم  (أو بيركلورات المغنيسيوم) مركب كيميائي له الصيغة Mg(ClO4)2، ويكون على شكل مسحوق بلوري أبيض.

## الخواص
- ينحل فوق كلورات المغنيسيوم بشكل جيد في الماء، وذلك بشكل ناشر للحرارة. كما أنه يتميز بخاصة استرطاب، وذلك أن ضغط بخار الماء لفوق كلورات المغنيسيوم الخالي من الماء يبلغ 70 ميغا باسكال، في حين أن ثنائي هيدرات فوق كلورات المغنيسيوم Mg(ClO4)2·2H2O له ضغط بخار حوالي 300 ميغا باسكال عند الدرجة 20°س.
- يتميز المركب بخواصه المؤكسدة القوية، ويعطي غاز الأكسجين بالتسخين، لذلك فإنه من المواد التي يمكن أن تسبب الحرائق فيجب التعامل بحذر معها. يمكن أيضاً بوجود مزائج انفجارية أن يتسبب بحدوث انفجار نتيجة قدرته على توليد انفجار صاعق.

## التحضير
يباع في الأسواق عادة تحت الاسم أنهدرون anhydrone.

## الاستخدامات
يستخدم فوق كلورات المغنيسيوم كمجفف للغازات أو العينات الهوائية. ولكن لا ينصح باستعماله نتيجة المخاطر المحفوفة لدى استعماله.